# 质量浓度
在化学中，质量浓度（mass concentration，{\displaystyle \rho _{i}} 或 {\displaystyle \gamma _{i}}）定义为组分 i 的质量 mi 除以相应混合物的体积 V（包括 i 的体积）：
{\displaystyle \rho _{i}={\frac {m_{i}}{V}}}
质量浓度常应用于流体混合物，一般可解释作：以“单位流体体积所含物质的质量”来表示“该物质在流体中的浓度”。生活上的运用如空气中的污染物浓度，就是用质量浓度作为计量单位。
对于纯物质（相对于混合物）而言，质量浓度就相当于该纯物质的质量除以体积，即纯物质的密度；由此推演，质量浓度用于混合物的情况下，可视作混合物中某组分的密度。由于质量浓度的符号是 {\displaystyle \rho _{i}}，为避免与组分 i 自身密度 {\displaystyle \rho } 混淆，有时用 {\displaystyle \gamma _{i}} 来表示组分 i 的质量浓度。

## 单位
质量浓度的 SI 单位是 kg/m3（千克/立方米），与 mg/mL 和 g/L 相同。其他单位有 g/(100 mL)，与 g/dL（克/分升）相同；以及 g/L（克/升）也常用。

## 性质

### 温度的影响
温度发生变化时，混合物的体积会发生膨胀，质量浓度随之下降。在温度变化较小时，混合物的体积和温度呈线性关系，故质量浓度可以通过下式进行估算：
{\displaystyle \rho _{i}={\frac {\rho _{i,T_{0}}}{(1+\alpha \cdot \Delta T)}}}
此处的{\displaystyle \rho _{i,T_{0}}} 是参考温度下的质量浓度，而{\displaystyle \alpha } 是混合物的热膨胀系数。

### 归一化关系
混合物中各组分的质量浓度的和等于混合物的密度{\displaystyle \rho }
{\displaystyle \rho =\sum _{i}\rho _{i}\,}

### 与偏微比容的关系
各组分的质量浓度和偏微比容的乘积之和为
{\displaystyle \sum _{i}\rho _{i}\cdot {\bar {v_{i}}}=1}

### 和纯组分密度的关系
某组分的质量浓度和其自身密度的关系为：
{\displaystyle \rho _{i}=\rho _{i}^{*}{\frac {V_{i}}{V}}\,}
此处 {\displaystyle \rho _{i}^{*}} 是该组分自身的密度，{\displaystyle V_{i}} 是该组分混合之前所占的体积。

## 和其他浓度的关系

### 和摩尔浓度的关系
摩尔浓度{\displaystyle c_{i}} 和质量的浓度的转化关系如下：
{\displaystyle c_{i}={\frac {n_{i}}{V_{i}}}={\frac {m_{i}}{M_{i}V_{i}}}={\frac {\rho _{i}}{M_{i}}}}
此处{\displaystyle M_{i}}是组分{\displaystyle i}的摩尔质量。

### 和质量百分浓度的关系
质量百分浓度{\displaystyle w_{i}}和质量浓度的转化关系如下：
{\displaystyle w_{i}={\frac {m_{i}}{m}}={\frac {\rho _{i}V}{\rho V}}={\frac {\rho _{i}}{\rho }}}

### 与摩尔分数的关系
摩尔分数{\displaystyle x_{i}}和质量浓度的换算式为
{\displaystyle x_{i}={\frac {n_{i}}{n}}={\frac {\frac {m_{i}}{M_{i}}}{\frac {m}{M}}}={\frac {\frac {\rho _{i}V}{M_{i}}}{\frac {\rho V}{M}}}={\frac {\rho _{i}}{\rho }}\cdot {\frac {M}{M_{i}}}}
{\displaystyle M} 指的是混合物的平均摩尔质量。

### 和重量摩尔浓度的关系
对于两组分的混合物, 重量摩尔浓度 {\displaystyle b_{i}}等于
{\displaystyle b_{i}={\frac {\rho _{i}}{M_{i}(\rho -\rho _{i})}}}